# サフラングループ
サフラン (フランス語: Safran S.A.) は、フランス・パリに本社を置く、航空宇宙、防衛、通信分野の複合企業体である。約83000人の従業員を擁しており、世界２７カ国に拠点がある。多くの企業を傘下に持ち、航空分野の日本法人としてサフラン・ヘリコプター・エンジンズ・ジャパン株式会社がある。ユーロネクスト・パリ上場企業（Euronext: SAF ）。

## 沿革
サフランは、2005年5月11日にスネクマとSAGEMの合併により設立された。サフランの名前は舵のブレードを意味する。4250の提案から選ばれた。
スネクマは1905年、Louis Seguinの設立したGnome社に始まる。最初の航空機用回転式エンジンを生産した。Gnome Omegaは1909年に始まった。会社はLe Rhôneに買収され1912年、Louis VerdetによってGnome & Rhône engine companyが設立された。 Gnome & Rhône は1945年に国有化されスネクマになった。2000年、この会社は社名を“Snecma Group”に変えて多数の会社を買収して大きく競争力のある会社になった。2001年にヘリコプター向けエンジンの開発で知られるチュルボメカを買収し傘下に置いた。
SAGEM (Société d’Applications Générales de l’Electricité et de la Mécanique、サジェム)は1924年、Marcel Mômeによって設立された。1939年、 Sagemは電話と交換機の分野にSociété d’Applications Téléphoniques (SAT)の経営により参入した。計測器の専門会社であるSociété de Fabrication d’Instruments de Mesure (Sfim)を1999年に買収した。
サフランは2012年10月16日に米国のユナイテッド・テクノロジー傘下のグッドリッチから電力システム事業の買収で合意したと発表した。チュルボメカは2016年3月にサフラン・ヘリコプター・エンジンズに社名変更が行われた。2018年2月、フランスの航空機器メーカー大手のゾディアック・エアロスペースの買収を完了した。
航空分野の日本法人「サフラン・ヘリコプター・エンジンズ・ジャパン株式会社」は、チュルボメカ（ターボメカ）日本法人の後身である。現在は東京（虎ノ門）にオフィスを置き、ヘリコプター用ターボエンジンの販売等を行っている。

## 機構

### 航空宇宙
航空宇宙部門は航空機やヘリコプターやロケットの推進器を民生、軍用、宇宙用に生産する。
- サフラン・エアロ・ブースターズ
  - 民間用と軍用エンジン
- サフラン・エレクトリカル・アンド・パワー
- サフラン・エアクラフト・エンジンズ
  - ジェットエンジンの整備、改修、オーバーホール(MRO)サービス
- サフラン・ヘリコプター・エンジンズ（旧チュルボメカ）
  - ヘリコプター用のターボシャフトエンジン
- サフラン・ランディング・システムズ
- サフラン・セラミックス
  - 耐熱複合材料
- サフラン・ナッケルス
- ゾディアック・エアロスペース
  - 航空機器、エアバッグなどの部材

### 防衛安全保障
- サフラン・エレクトロニクス・ディフェンス
  - 民間、軍用、宇宙の市場を運営

### 通信
- サフラン・トランスミッション・システムズ